# ناصر إقبال
ناصر إقبال (بالأردوية: ناصر اقبال؛ بالإنجليزية: Nasir Iqbal) هو لاعب إسكواش باكستاني، ولد في 1 أبريل 1994 في بانو في باكستان.

## وصلات خارجية
- ناصر إقبال على موقع الاتحاد الدولي لمحترفي الاسكواش (مؤرشف) (الإنجليزية)
- ناصر إقبال على موقع SquashInfo.com (الإنجليزية)